# Santana Esporte Clube
El Santana Esporte Clube es un equipo de fútbol de Brasil que juega en el Campeonato Amapaense, la primera división del estado de Amapá.

## Historia
Fue fundado el 25 de septiembre de 1955 en el municipio de Santana, Amapá por idea de Roberto Marques Correia, y cuenta con una sección de fútbol femenil que ha sido campeón estatal en tres ocasiones, y otra de balonmano que ganó su primer título estatal en 2010.
El club registra más de 25 participaciones en el Campeonato Amapaense, siendo el club más exitoso del estado de Amapá durante los años 1960, periodo en el cual fue el equipo más dominante del campeonato al ganar el título en cinco ocasiones, tres de ellas de manera consecutiva.
En 1972 fue campeón estatal por sexta ocasión compartido con el SER Sao Jose, y en 1985 fue que ganó su último título estatal hasta el momento. Luego de la llegada del profesionalismo al fútbol en el estado de Amapá el club lo más que ha podido hacer es obtener dos subcampeonatos en los años 2000.

## Rivalidades
Su principal rival es el Independente Esporte Clube, equipo también perteneciente al municipio de Santana, Amapá, con quien juega el Clásico del Puerto, teniendo su primer partido en enero de 1966 que terminó con empate 2-2.

## Palmarés
- Campeonato Amapaense (7): 1960, 1961, 1962, 1965, 1968, 1972, 1985